# Демецький Анатолій Мар'янович
Анатолій Мар'янович Демецький (15 жовтня 1921 — 31 серпня 2002) — вчений у галузі хірургії та топографічної анатомії, доктор медичних наук (1970), професор (1971).

## Життєпис
Він народився у селі Юрківці, Вінницька область, Україна). У 1940 році закінчив школу та вступив до Харківського інституту залізничного транспорту. З початком німецько-радянської війни пішов добровольцем на фронт, вступив до студентського батальйону у Харкові. Був розвідником. Закінчив курси радистів. Брав участь у бойових діях на Воронезькому, 1-му Українському, 2-му Українському фронтах, битві при Курській дузі, визволенні України та Угорщини. У 1952 році закінчив Харківський медичний інститут і направлений до Вітебська. Працював хірургом у лікарні для інвалідів Великої Вітчизняної війни та в лікарні імені Калініна, завідувачем здравпункту верстатобудівного заводу імені Кірова. З 1953 року А. М. Демецький працює у Вітебському медичному інституті, з 1956 року — асистент кафедри оперативної хірургії та топографічної анатомії. У 1960 році він захистив свою дисертацію на тему «Про круговий шов артерій при гострій променевій хворобі». З 1965 року — завідувач кафедри, доцент. У 1970 році захистив докторську дисертацію на тему «Стан головних вен кінцівки під час операцій на стегновій артерії». У 1983 році професора Демецького призначили головою проблемної комісії Міністерства охорони здоров'я СРСР «Магнітобіологія та магнітотерапія в медицині».
А. М. Демецький помер 31 серпня 2002 року.

## Наукова діяльність
Вченому належать наукові роботи щодо стану артерій при гострій променевій хворобі, методів рентгенографії для диференціальної діагностики судинних травм нижніх кінцівок, використання магнітних полів у медицині та інші.
З 1987 року під керівництвом А. М. Демецького проводяться дослідження з розробки методу трансплантації кісткового мозку. З 1999 року очолював Міжнародну медико-біологічно-технічну асоціацію магнітологів. Він обраний членом-кореспондентом Російської академії наук і членом Міжнародної академії екології та природи.
Вченому належить 350 наукових праць, 5 монографій, 1 посібник, 5 авторських свідоцтв, 2 свідоцтва на промисловий зразок, 1 патент та 37 раціоналізаторських пропозицій.
Серед опублікованих:
- Магнітні поля в охороні здоров'я — Самара, 1991 рік. (разом з Б. Н. Жуковим та О. В. Цацохою):
- Лікування термічних опіків — Ростов-на-Дону, 1992. (у співавторстві)[1].

## Нагороди
- Орден Вітчизняної війни I ступеня
- Орден Червоної зірки
- Орден «Знак Пошани»
- 12 медалей[2].